# The Delfonics
The Delfonics (с англ. — «Дэлфоникс») — американская соул-группа, популярная в конце 1960-х и начале 1970-х. Среди их наиболее заметных хитов «La-La (Means I Love You)», «Didn’t I (Blow Your Mind This Time)», «Ready or Not Here I Come (Can’t Hide from Love)» и другие.
Кавер-версии их песен были записаны в исполнении многих других исполнителей, в том числе Аретой Франклин, The Jackson 5, New Kids on the Block, The Fugees, Тоддом Рандгреном, Принсом, The Manhattan Transfer и другими.
Песни «The Delfonics» были также использованы в ремиксах хип-хоп и рэп-исполнителей, в частности Wu-Tang Clan, Deltron 3030, The Notorious B.I.G., Nas, Boyz II Men, Мисси Элиот и других.
Также их песни звучат в качестве саундтреков к фильмам:
- В фильме «Джеки Браун» Квентина Тарантино, где тема «Didn’t I Blow Your Mind This Time» подчеркивает возникновение романтических отношений между персонажами, которых сыграли Пэм Гриер и Роберт Форстер, и само название группы «The Delfonics» упоминается в диалогах героев фильма.
- В сериале Люк Кейдж (телесериал), где группа исполняет композицию «Stop and Look (And You Have Found Love)» в клубе Корнелла «Щитомордника» Стокса.

## Состав и история группы
У истоков основания группы стояли Уильям и Вилберт Харт, Ричи Дэниэлс и Рэнди Кэйн, которые были знакомы ещё в средней школе, где вместе учились в 1960-х годах. Их первая совместная песня «Он действительно не любит тебя» («He Don’t Really Love You») была записана в 1966 году. Первый альбом группы, выпущенный в 1968 году на лейбле звукозаписи «Philly Groove record», содержал хит «La-La (Means I Love You)», выпущенный отдельным синглом, который был распродан в количестве свыше одного миллиона копий и награждён золотым диском.
Рэнди Кэйн оставил группу в 1971, и был заменён Мэджором Харрисом. После ухода Тома Белла успех группы стал угасать. За исключением «Hey Love» и нескольких других незначительных хитов, таких как «When You Get Right Down to It», «I Don’t Want To Make You Wait» и «I Told You So», интерес к их новым песням постепенно уменьшился, однако группа по-прежнему продолжала концертную деятельность.

## Дискография

### Студийные альбомы
| Год                                       | Альбом                               | Позиции в чартах | Позиции в чартах | Лейблы              |
| Год                                       | Альбом                               | US               | US R&B           | Лейблы              |
| ----------------------------------------- | ------------------------------------ | ---------------- | ---------------- | ------------------- |
| 1968                                      | La La Means I Love You               | 100              | 15               | Philly Groove       |
| 1969                                      | Sound of Sexy Soul                   | 155              | 8                | Philly Groove       |
| 1970                                      | The Delfonics                        | 61               | 4                | Philly Groove       |
| 1972                                      | Tell Me This Is a Dream              | 123              | 15               | Philly Groove       |
| 1974                                      | Alive & Kicking                      | 205              | 34               | Philly Groove       |
| 1999                                      | Forever New                          | —                | —                | Volt                |
| 2013                                      | Adrian Younge Presents the Delfonics | —                | —                | Wax Poetics Records |
| «—» обозначает альбом не попавший в чарты |                                      |                  |                  |                     |

### Компиляции
| Год                                       | Альбом                                            | Позиции в чартах | Позиции в чартах | Лейблы        |
| Год                                       | Альбом                                            | US               | US R&B           | Лейблы        |
| ----------------------------------------- | ------------------------------------------------- | ---------------- | ---------------- | ------------- |
| 1969                                      | Super Hits                                        | 111              | 7                | Philly Groove |
| 1990                                      | Golden Classics                                   | —                | —                | Collectables  |
| 1997                                      | La-La Means I Love You: The Definitive Collection | —                | —                | Arista        |
| 1999                                      | The Very Best of the Delfonics                    | —                | —                | Audiophile    |
| 2003                                      | Platinum & Gold Collection                        | —                | —                | Arista        |
| 2005                                      | Love Songs                                        | —                | —                | Legacy        |
| «—» обозначает альбом не попавший в чарты |                                                   |                  |                  |               |

### Синглы
| Год                                      | Сингл                                                                            | Позиции в чартах | Позиции в чартах | Позиции в чартах |
| Год                                      | Сингл                                                                            | US               | US R&B           | UK               |
| ---------------------------------------- | -------------------------------------------------------------------------------- | ---------------- | ---------------- | ---------------- |
| 1966                                     | «He Don’t Really Love You»/«Without You» Moon Shot 6703                          | —                | —                | —                |
| 1967                                     | «You’ve Been Untrue»/«I Was There» Cameo-Parkway 472                             | —                | —                | —                |
| 1968                                     | «La-La (Means I Love You)»/«Can’t Get Over Losing You» Philly Groove 150         | 4                | 2                | 19               |
| 1968                                     | «I’m Sorry»/«You’re Gone» Philly Groove 151                                      | 42               | 15               | —                |
| 1968                                     | «He Don’t Really Love You» (re-release)                                          | 92               | 33               | —                |
| 1968                                     | «Break Your Promise»/«Alfie» Philly Groove 152                                   | 35               | 12               | —                |
| 1968                                     | «Ready or Not Here I Come (Can’t Hide from Love)» (A-side)                       | 35               | 14               | 41               |
| 1969                                     | «Somebody Loves You» (B-side)                                                    | 72               | 41               | —                |
| 1969                                     | «Funny Feeling»/«My New Love» Philly Groove 156                                  | 94               | 48               | —                |
| 1969                                     | «You Got Yours and I’ll Get Mine»/«Loving Him» Philly Groove 157                 | 40               | 6                | —                |
| 1970                                     | «Didn’t I (Blow Your Mind This Time)»/«Down Is Up, Up Is Down» Philly Groove 161 | 10               | 3                | 22               |
| 1970                                     | «Trying to Make a Fool of Me»/«Baby I Love You» Philly Groove 162                | 40               | 8                | —                |
| 1970                                     | «When You Get Right Down to It»/«I Gave To You» Philly Groove 163                | 53               | 12               | —                |
| 1971                                     | «Hey! Love» (A-side)                                                             | 52               | 17               | —                |
| 1971                                     | «Over and Over» (B-side)                                                         | 58               | 9                | —                |
| 1971                                     | «Walk Right Up To the Sun»/«Round And Round» Philly Groove 169                   | 81               | 13               | —                |
| 1972                                     | «Tell Me This Is A Dream»/«I’m A Man» Philly Groove 172                          | 86               | 15               | —                |
| 1973                                     | «Think It Over»                                                                  | 101              | 47               | —                |
| 1973                                     | «I Don’t Want to Make You Wait»/«Baby I Miss You» Philly Groove 176              | 91               | 22               | —                |
| 1973                                     | «Alfie»/«Start All Over Again» Philly Groove 177                                 | —                | 88               | —                |
| 1974                                     | «I Told You So»                                                                  | 101              | 26               | —                |
| 1974                                     | «Lying to Myself»/«Hey Baby» Philly Groove 184                                   | —                | 60               | —                |
| «—» обозначает сингл не попавший в чарты |                                                                                  |                  |                  |                  |